# Happiness (série de televisão sul-coreana)
Happiness (hangul: 해피니스; rr: Haepiniseu) é uma série sul-coreana com um elenco formado por Han Hyo-joo, Park Hyung-sik e Jo Woo-jin, produzida pelo Studio Dragon. É um thriller apocalíptico que acontece em um momento que doenças infecciosas se tornam ainda mais comuns. Sua estreia foi no dia 5 de novembro de 2021 na tvN e toda sexta-feira e sábado às 22:40 (KST) lançavam capítulos novos, totalizando 12 episódios. A série também está disponível para streaming no Viki, Viu e iQIYI em territórios selecionados.

## Sinopse

### Contexto
Happiness acontece em um futuro próximo, onde o lançamento de um medicamento falho de tratamento da Covid-19, "Next", causa uma pandemia mundial conhecida cientificamente como Vírus Rita e popularmente como "doença do louco". Os infectados com esse vírus passam por pequenos surtos de loucura e sede de sangue, antes de regredirem completamente para um estado de zumbi. A Força Militar Coreana e a Polícia está tentando conter a propagação do Vírus Rita e do Next através de investigações e quarentena obrigatória, enquanto grupos civis protestam contra eles, acreditando que os infectados ainda são capazes de interações humanas.

### Enredo
Yoon Sae-bom encontra um estagiário da Unidade de Operações Especiais que está infectado com a doença do louco. Na luta para dominá-lo, ela acaba sendo arranhada, o que a leva a um encontro com Han Tae-seok em um centro de pesquisa. Ali, as instalações mantêm muitos "pacientes" sob observação, para que seja possível compreender a cura da doença. É revelado que os sintomas das pessoas loucas são primeiro acompanhados por uma sede insuportável, seguidos pelas pupilas ficando brancas e, então, eles mordem os pescoços de pessoas ao seu redor. A doença não se espalha através do ar, mas sim através de arranhões e mordidas, sendo Yoon Sae-bom aparentemente imune à doença. Alguns dos que contraem a doença conseguem, no final das contas, voltar a ser o que eram antes.
Yoon Sae-bom faz um acordo com Han Tae-seok que promete levá-la para viver em um apartamento recém construído, que é seguro, se ela se casar. Portanto, ela conversa com seu amigo do ensino médio, Jung Yi-hyun, um ex-jogador de beisebol que agora é um detetive, e os dois acabam se casando de mentira. Os apartamentos são luxuosos e estratificados, com as moradias alugadas nos cinco andares de baixo, enquanto os andares de cima são destinados para aqueles que compraram o seu apartamento. A discriminação de classes é evidente quando uma residente dos andares superiores, Oh Yeon-ok, luta para ser a representante dos apartamentos enquanto tenta controlar todos. Yoon Sae-bom conhece muitos residentes estranhos e interessantes, criando uma proximidade especial com a filha de uma vizinha.
Através de seu trabalho de detetive, Jung Yi-hyun encontra uma pessoa doente que ele acredita ter ficado assim devido a um medicamento antipneumonia chamado Next, que foi amplamente divulgado afirmando garantir mais disposição e força. Essa suposição é posteriormente confirmada quando uma residente que consumia a droga, que fora vendida secretamente para ela no ginásio do prédio, acabou se infectando com a doença do louco e tornou-se um zumbi. Isso inicia o surto no prédio. Em um esforço para proteger os residentes, Jung Yi-hyun e Yoon Sae-bom estabelecem regras de quarentena, enquanto protegem o o lado de fora com a ajuda de seu capitão, Kim Jung-guk. Jung Yi-hyun entra em conflito com o residente Oh Joo-hyung, que parece encorajar o comportamento destrutivo no prédio. A questão da humanidade e ver aqueles infectados com a doença da pessoa louca como seres humanos constitui uma batalha psicológica para Sae-bom, Yi-hyun e Tae-seok.
Han Tae-seok inicialmente tenta manter a doença da pessoa louca em segredo, mas, com mais casos progredindo e pessoas entrando em pânico, isso é revelado publicamente. Com o aumento do número de pessoas infectadas, Han Tae-seok e sua equipe militar lutam para determinar se preservam essas pessoas ou se as matam. Han Tae-seok ordena a quarentena completa do novo complexo de edifícios, onde Yoon Sae-bom e Jung Yi-hyun vivem, oferecendo-lhes a chance de deixar o edifício antes que fique completamente vedado para qualquer pessoa que entre ou saia da área do complexo. No entanto, eles recusam a oferta.
Através de pesquisas, descobre-se que o sangue de Yoon Sae-bom contém anticorpos que podem conter a cura para a doença, que Han Tae-seok procura explorar. Posteriormente, é revelado que a esposa grávida de Han Tae-seok foi mordida pelo presidente da empresa farmacêutica que fornecia a Next e, por fim, foi infectada com a doença. Sua busca pela cura é em parte motivada para encontrar uma salvação para sua esposa e seu filho ainda não nascido.

## Elenco

### Principal
- Han Hyo-joo como Yoon Sae-bom

Membro de um esquadrão da Unidade de Operação Especial (KP-SOU), anteriormente conhecido como KP-SWAT. Ela é decidida, determinada, inteligente e não se perturba facilmente. Ela está animada para se mudar para seu novo apartamento, mas assim que se muda para lá, enfrenta uma enorme crise.
- Park Hyung-sik como Jung Yi-hyun

Um detetive inteligente e honesto que, por muito tempo, guardou sentimentos românticos por Sae-bom. Eles se formaram na mesma escola. Ele luta arduamente para proteger Sae-bom e outras pessoas.
- Jo Woo-jin como Han Tae-seok

É tenente-coronel e pertence ao comando do serviço de saúde. Ele detém a chave para o surto de doenças infecciosas.

### Elenco de Apoio

#### Pessoas ao redor de Jung Yi-hyun
- Seo Hyun-chul como o pai de Yi-hyun[1]
- Jung Jae-eun como a mãe de Yi-hyun[1]
- Lee Jun-hyeok como Kim Jung-guk, supervisor de Yi-hyun[1]

#### Estendido
- Baek Hyun-jin como Oh Joo-hyung, um dermatologista[2]
- Han Da-sol como Bo-ram, um funcionário do mercado[3]
- Lee Ji-ha como Jo Ji-hee[4]
- Moon Ye-won como Woo Sang-hee, um dermatologista[5]
- Park Hee-von como Na Hyun-kyung, um romancista da web de romance[6]
- Park Hyung-soo como Kook Hae-seong, um advogado[7]
- Park Joo-hee como Ji-soo, um tenente[8]
- Kim Young-woong como Go Se-kyu[9]
- Na-cheol como Na Soo-min, como irmão de Na Hyun-kyung[10]
- Cha Soon-bae como Seon Woo-chang, um pastor[11]
- Yoo Ji-yeon como a esposa do Coronel Han Tae Seok[12]
- Lee Joo-seung como Andrew, funcionário da empresa de limpeza[13]
- Han Joon-woo como Kim Se-hoon, um intelectual que vive ao redor do mundo com seus pais diplomatas[14]
- Kang Han-sam como BJ Kim Dong-hyun[15]
- Bae Hae-sun como Oh Yeon-ok[16]
- Lee Jun-hyeok como Kim Jung-kook, uma detetive[17]
- Hong Soon-chang como Kim Hak-je[17]
- Lee Joo-sil como Ji Sung-sil[17]
- Jeong Woon-seon como Shin So-yoon[17]
- Joo Jong-hyuk como Kim Seung-beom[17]
- Song Ji-woo como Park Seo-yoon[17]

### Aparições especiais
- Lee Kyu-hyung como Lee Seung-young[18]
- Lee Seung-joon como Kim Dae-yoon, um general de brigada

## Produção
Happiness é dirigida pelo diretor Ahn Gil-ho e pelo escritor Han Sang-woon, que trabalharam juntos na série da OCN de 2019, Watcher. Ahn Gil-ho trabalhou em inúmeros sucessos como Record of the Youth, Memories of the Alhambra e Stranger, enquanto o escritor Han Sang-woon também escreveu The Good Wife, o remake coreano da série de TV americana de 2016.
É o primeiro projeto de atuação de Park Hyung-sik desde sua dispensa do serviço militar em 4 de janeiro de 2021.
A primeira leitura do roteiro com o elenco foi realizada em 7 de maio de 2021, e as filmagens começaram em 11 de maio.

## Trilha sonora original

### Parte 1
| Released on 20 de novembro de 2021 |                   |                |         |  |
| N.º                                | Título            | Artist         | Duração |  |
| 1.                                 | "What Lies Ahead" | Joe Layne      | 3:40    |  |
| Duração total:                     | Duração total:    | Duração total: | 3:40    |  |

### Parte 2
| N.º            | Título         | Duração |  |
| 1.             | "Pain"         |         |  |
| 2.             | "Pain"         |         |  |
| Duração total: | Duração total: | 6:47    |  |

### Parte 3
| N.º            | Título         | Duração |  |
| 1.             | "ENIGMA"       |         |  |
| 2.             | "ENIGMA"       |         |  |
| Duração total: | Duração total: | 7:16    |  |

## Audiência
| TEMPORADA | Número do episódio | Número do episódio | Número do episódio | Número do episódio | Número do episódio | Número do episódio | Número do episódio | Número do episódio | Número do episódio | Número do episódio | Número do episódio | Número do episódio | Média |
| --------- | ------------------ | ------------------ | ------------------ | ------------------ | ------------------ | ------------------ | ------------------ | ------------------ | ------------------ | ------------------ | ------------------ | ------------------ | ----- |
| TEMPORADA | 1                  | 2                  | 3                  | 4                  | 5                  | 6                  | 7                  | 8                  | 9                  | 10                 | 11                 | 12                 | Média |
| 1         | 761                | 793                | 852                | 905                | 939                | 804                | 959                | 833                | 942                | 895                | 958                | 1110               | 896   |

Audience measurement performed nationwide by Nielsen Korea
| Ep. | Data de transmissão original | Participação média do público (Nielsen Coreia) | Participação média do público (Nielsen Coreia) |
| Ep. | Data de transmissão original | Em todo o país                                 | Seul                                           |
| --- | ---------------------------- | ---------------------------------------------- | ---------------------------------------------- |
| 1 | 5 de novembro de 2021        | 3,300% (2nd)                                   | 4,103% (2nd)                                   |
| 2 | 6 de novembro de 2021        | 3,196% (2nd)                                   | 3,679% (2nd)                                   |
| 3 | 12 de novembro de 2021       | 3,574% (2nd)                                   | 3,862% (2nd)                                   |
| 4 | 13 de novembro de 2021       | 3,324% (2nd)                                   | 3,841% (2nd)                                   |
| 5 | 19 de novembro de 2021       | 3,542% (2nd)                                   | 4,217% (2nd)                                   |
| 6 | 20 de novembro de 2021       | 3.084% (2nd)                                   | 3.494% (2nd)                                   |
| 7 | 26 de novembro de 2021       | 3,539% (2nd)                                   | 4,176% (2nd)                                   |
| 8 | 27 de novembro de 2021       | 3,251% (2nd)                                   | 3,597% (2nd)                                   |
| 9 | 3 de dezembro de 2021        | 3,740% (2nd)                                   | 4,377% (2nd)                                   |
| 10 | 4 de dezembro de 2021        | 3,263% (2nd)                                   | 3,735% (2nd)                                   |
| 11 | 10 de dezembro de 2021       | 3,543% (2nd)                                   | 3,857% (2nd)                                   |
| 12 | 11 de dezembro de 2021       | 4.185% (2nd)                                   | 4.433% (2nd)                                   |
| Média | Média                        | %                                              | %                                              |
| - In the table above, the blue numbers represent the lowest ratings and the red numbers represent the highest ratings. - This drama airs on a cable channel/pay TV which normally has a relatively smaller audience compared to free-to-air TV/public broadcasters (KBS, SBS, MBC and EBS). |                              |                                                |                                                |